# Leptogaster appendiculata
Leptogaster appendiculata är en tvåvingeart som beskrevs av Hermann 1917. Leptogaster appendiculata ingår i släktet Leptogaster och familjen rovflugor.
Artens utbredningsområde är Taiwan. Inga underarter finns listade i Catalogue of Life.